# 亚布洛尼察
亚布洛尼察是斯洛伐克西部特爾納瓦州塞尼察區的一个村镇。